# Mentasta Lake
Mentasta Lake est une localité (Census-designated place) d'Alaska, aux États-Unis, située dans la Région de recensement de Valdez-Cordova, dont la population était de 112 habitants en 2010.
Les températures extrêmes vont de −49 °C en janvier à 34 °C en juillet.
Elle se situe près de la Glenn Highway, à 29 de Slana et à 52 km de Tok.
De nombreuses communautés s'étaient établies autour du lac, en provenance de Slana et de Nabesna. Une poste a été ouverte en 1947 mais fermée dès 1951.
L'économie locale est à base de chasse, de pêche et de cueillette, avec quelques emplois touristiques saisonniers.

## Démographie
| 1940 | 1960 | 1970 | 1980 | 1990 | 2000 |
| ---- | ---- | ---- | ---- | ---- | ---- |
| 15   | 40   | 68   | 59   | 96   | 142  |

| 2010 | - | - | - | - | - |
| ---- | - | - | - | - | - |
| 112  | - | - | - | - | - |